# Allen (Río Negro)
Pour les articles homonymes, voir Allen.
Allen est une ville d'Argentine qui se trouve dans le département de General Roca, en province de Río Negro. C'est une des villes importantes de la haute vallée du Río Negro ; ce dernier coule à 7 km au sud, tandis que le nord de la ville jouxte directement la zone des mesetas typiques de la Patagonie.
Sa superficie est de 12.826 hectares (128,26 km2).

## Toponymie
La ville a reçu son nom en l'honneur de sir Henry Charles Allen, un Anglais lié à la construction du chemin de fer Bahía Blanca - Zapala qui la traverse.

## Population
La ville comptait 20 733 habitants en 2001, soit une hausse de 10,4 % par rapport aux 18 774 de 1991. La ville est ainsi la 6e plus importante localité de la province.

## Économie
Comme dans toute la Haute Vallée, la principale activité économique d'Allen est la production fruitière ; la ville est fière de son titre de Capitale nationale de la Poire. La route nationale 22 et le chemin de fer la traversent d'ouest en est.